# Mediant (muziek)
In de muziek is de mediant de derde toontrap in een toonladder. Zo is de mi de mediant in do groot en is de fa de mediant in re klein. Met de term wordt zowel de individuele noot als het hierop geplaatste akkoord aangeduid.

## Noot
De mediant als individuele noot maakt deel uit van het tonica-akkoord van de toonaard en speelt een belangrijke rol in het bepalen van de toonaard: als de mediant een grote terts boven de tonica ligt, spreekt men van een grote-tertstoonladder, ligt de mediant een kleine terts boven de tonica, spreekt men bijgevolg van een kleine-tertstoonladder.

## Akkoord
Dit akkoord is een drieklank gevormd door twee tertsen te stapelen op de mediant. In majeur is dit bijgevolg een kleine drieklank, in mineur is dit een grote drieklank. In de harmonie wordt de mediant gezien als een nevenakkoord en kan het zowel de functie van tonica als van dominant vervullen.